# Antonel Tănase
Antonel Tănase (n. 3 mai 1972, Galați, România) este un politician și economist român, președinte al Partidului Forța Dreptei București. A fost ales ca deputat pentru legislatura 2020-2024.

## Biografie
După finalizarea studiilor medii la Colegiul Național de Agricultură și Economie din Tecuci,  a absolvit cursurile Facultății de Istorie din cadrul Universității din București (1998), studii postuniversitare de Master la Facultatea de Istorie - Universitatea București (1993). 
Studiile în domeniul economic le-a absolvit la Facultatea de Finanțe Bănci și Contabilitate - Universitatea Creștină "Dimitrie Cantemir" din București (2006). 
A obținut titlul de Doctor în economie cu teza “Politici de credit ale băncilor comerciale românesti 1880 – 1916” la Academia de Studii Economice din București.
A lucrat apoi ca Director financiar la România Asigurări SA, a deținut funcția de Administrator și expert contabil la Cont Consulting & Services SRL , a fost managerul entității de Fonduri Europene și Managementul Proiectelor precum și mangerul entității Audit Intern la Registrul Auto Român.

## Activitate politică
Antonel Tănase a intrat în politică în 1991, ca membru al PNL Galați și a devenit ulterior  Membru al Biroului Permanent TNL GALAȚI în perioada 1994 -1998. Între 1998 și 2000 a fost Secretar General Adjunct al TNL si între 2000-2002  a fost Membru al Biroului Permanent TNL și a deținut funcția de Membru al Comisiei Centrale de Cenzori al PNL din 2001 până în 2004 devenind în 2005 Președintele Comisiei Centrale de Cenzori al PNL. În 2005 devine Membru al Biroului Permanent PNL Sector 6 și Vicepreședinte al PNL BUCUREȘTI. În perioada 2005 - 2008 a devenit Vicepreședinte al PNL București,
Între  2009 - 2012 a ocupat funcția de Vicepreședinte al PNL Sector 6  comcomitent cu funcția de  Secretar General Adjunct PNL 2009 – 2010. A devenit membru al BP PNL Sector 3 din 2012 ,Mandatar financiar coordonator al campaniei prezidențiale 2014 ,Vicepreședinte Comisia de Buget Finanțe PNL 2015,Trezorier Național PNL 2017, Președintele Comisiei Naționale de Infrastructură de Transport PNL în 2017. A devenit Presedintele PNL Sector din 3  iulie 2019.

## Activitate administrativă
Antonel Tănase a detinut functia de Secretar de stat Ministerul Transporturilor si a fost responsabil de domeniile transporturilor navale si aeriene in 2008.
Antonel Tănase a fost Consilier General - Primăria Municipiului București, Secretar al Comisiei Economice, Membru al Comisiei de Mediu și Educație Eco-Civică, 2004-2008 , a deținut patru mandate de Președinte de Consiliu în perioada 2005 - 2007 . A deținut funcția de Președinte al Autoritătii Teritoriale de Ordine Publică (ATOP) București în perioada 2005 - 2008 și Vicepreședinte al Asociației Naționale a ATOP-urilor din România, 2007 - 2008 . Dl. Tănase a fost Membru în Consiliul de Administratie al A.N.I.F. R.A. 2006 - 2007 și Administrator special al Ceprohart SA Brăila, 2005 – 2007. De asemenea a fost Membru în Consiliul de Administratie al CN APM Constanța SA, 2008 , Membru în Consiliul de Administrație al CN AIHCB SĂ, 2007 - 2008 și Membru în Consiliul de Administrație (OUG 109/2011) al CN APDM Galați în perioada 2012 – 2017.

## Legături externe
- https://sgg.gov.ro/new/wp-content/uploads/2016/04/CV-Europass-20191119-T%C4%83nase-RO.pdf%5Bnefuncțională%5D
- https://www.mediafax.ro/politic/cine-este-antonel-tanase-noul-secretar-general-al-guvernului-18547872
- https://www.facebook.com/AntonelTanasePNL/
- https://www.hotnews.ro/stiri-esential-23471804-cine-este-antonel-tanase-noul-secretar-general-guvernului-presedintele-pnl-sector-3-expert-contabil-contracte-statul.htm
- https://pnl.ro/